# كات تيلي
كات تيلي هي مصممة أزياء بلجيكية، ولدت في 20 سبتمبر 1959 في ميشيلين في بلجيكا، وتوفيت في 22 يونيو 2012 في Asse ‏ في بلجيكا بسبب ذات الرئة.

## وصلات خارجية
- الموقع الرسمي